# Heliconius zuleika
Heliconius zuleika är en fjärilsart som beskrevs av William Chapman Hewitson 1854. Heliconius zuleika ingår i släktet Heliconius och familjen praktfjärilar. Inga underarter finns listade i Catalogue of Life.